# Úrvalsdeild Karla 1941
La Úrvalsdeild Karla 1941 fue la 30.ª edición del campeonato de fútbol islandés. El campeón fue el KR, que ganó su décimo título.

## Tabla de posiciones
|   | Equipo          | PJ | PG | PE | PP | GF | GC | DG  | Pts |
| - | --------------- | -- | -- | -- | -- | -- | -- | --- | --- |
| 1 | KR Reykjavik    | 4  | 3  | 1  | 0  | 11 | 5  | +6  | 7   |
| 2 | Valur Reykjavik | 4  | 2  | 2  | 0  | 14 | 3  | +11 | 6   |
| 3 | Víkingur        | 4  | 1  | 1  | 2  | 5  | 5  | +0  | 3   |
| 4 | Fram Reykjavik  | 4  | 1  | 1  | 2  | 6  | 12 | -6  | 3   |
| 5 | ÍBA             | 4  | 0  | 1  | 3  | 6  | 17 | -11 | 1   |